# Тур Сиама
Тур Сиама (англ. Tour of Siam) — шоссейная многодневная велогонка, с 2005 по 2007 год проводившаяся в Таиланде в рамках UCI Asia Tour (категория 2.2). 
Название связано с Сиамом, прежним названием Таиланда. Маршрут состоял из 6 (включая пролог) или 7 этапов. Тур Сиама стал первым международным соревнованием по велоспорту, которое прошло в Таиланде под руководством UCI.

## Победители

### Генеральная классификация
| Год  | Победитель       | Второй           | Третий                  |
| ---- | ---------------- | ---------------- | ----------------------- |
| 2005 | Синъити Фукусима | Дэвид Маккэн     | Жамсрангийн Улзий-Орших |
| 2006 | Томас Рабау      | Синъити Фукусима | Микаэль Берлинг         |
| 2007 | Джей Кроуфорд    | Юкихиро Дои      | Уильям Форд             |

### Другие классификации
| Год  | Очковая         | Горная           | Молодёжная    | Лучший азиат  | Командная          |
| ---- | --------------- | ---------------- | ------------- | ------------- | ------------------ |
| 2005 | Эдди Холланд    | Синъити Фукусима | Донг Хун Ким  | Вэй Шэнг Янг  | Marco Polo         |
| 2006 | Деан Иверсен    | не разыгрывалась | Роберт Виджая | Роберт Виджая | Marco Polo         |
| 2007 | Такаси Миядзава | Джей Кроуфорд    | Джей Кроуфорд | Иман Суперман | Polygon Sweet Nice |